# 주밍 사용자 인터페이스
주밍 사용자 인터페이스(zooming user interface, ZUI)는 컴퓨팅에서 사용자가 더 자세히 또는 더 적게 보기 위해 표시된 영역의 크기를 변경하고 탐색할 수 있는 일종의 그래픽 사용자 인터페이스(GUI)이다. 다양한 문서를 통해 정보 요소는 창 대신 무한한 가상 데스크톱(일반적으로 벡터 그래픽스를 사용하여 생성됨)에 직접 나타난다. 사용자는 가상 표면을 2차원으로 이동하고 관심 있는 개체를 확대할 수 있다. 예를 들어, 텍스트 개체를 확대하면 작은 점, 텍스트 페이지의 축소판, 전체 크기 페이지, 마지막으로 페이지 확대 보기로 표시될 수 있다.
ZUI는 하이퍼링크 또는 다변량 정보를 탐색하기 위한 주요 비유로 확대/축소를 사용한다. 확대된 페이지 내부에 있는 개체는 다시 확대되어 추가 세부 정보를 표시할 수 있으므로 반복적인 중첩과 임의 수준의 확대/축소가 가능하다.
관련 정보를 현재 크기에 맞추기 위해 크기가 조정된 개체에 있는 세부 수준이 변경되는 경우 전체 개체를 비례적으로 보는 대신 의미론적 확대/축소(semantic zooming)라고 한다.
어떤 사람들은 ZUI 패러다임을 Post-WIMP 인터페이스인 기존 윈도우 GUI의 유연하고 현실적인 후속 제품으로 간주한다.

## 같이 보기
- 벡터 기반 그래픽 사용자 인터페이스